# Nghĩa trang Bình Hưng Hòa
Nghĩa trang Bình Hưng Hòa là nghĩa trang chính, lớn nhất của Thành phố Hồ Chí Minh. Nghĩa trang nằm trên địa bàn các phường Bình Hưng Hòa và Bình Hưng Hòa A thuộc quận Bình Tân, trên trục hai con đường chính là đường Tân Kỳ Tân Quý và đường Bình Long. Nghĩa trang Bình Hưng Hòa là một nghĩa trang tự phát, hình thành từ năm 1975. Hiện nay, đây là nơi chôn của hơn 100.000 ngôi mộ.

## Tổng quát
Trước đây nghĩa trang này thuộc huyện Bình Chánh, nằm ở ngoại thành nhưng do quá trình đô thị hóa nhanh chóng, nghĩa trang hiện nay nằm trong nội thành thành phố. Bên cạnh nghĩa trang có khu đất hoang gần đây đã được xây mới làm trụ sở UBND, trụ sở công an và trạm y tế của phường Bình Hưng Hòa A, quận Bình Tân.
Nằm trong khuôn viên của nghĩa trang còn có Trung tâm hỏa táng Bình Hưng Hòa (còn được quen gọi là Lò thiêu) với 4 phòng nghi lễ khá khang trang.
Trước đây nghĩa trang Bình Hưng Hòa có 2 hồ lớn, 1 hồ nằm ở phía bên trong đã được san lấp năm 2008 để lấy đất chôn cất, 1 hồ nằm ngay mặt tiền đường Bình Long tuy nhiên đã bị rút hết nước.
Năm 2008 - 2010, Ủy ban nhân dân Thành phố Hồ Chí Minh đã ra quyết định sẽ giải tỏa nghĩa trang Bình Hưng Hòa, các mộ cốt sẽ được dời qua các nghĩa trang khác và hiện tại vẫn đang trong quá trình nghiên cứu để đền bù và di dời.